# برونو ديلبونيل
برونو ديلبونيل (بالفرنسية: Bruno Delbonnel) (و. 1957 – م) هو مصور سينمائي، وكاتب سيناريو من فرنسا. ولد في نانسي.

## وصلات خارجية
- برونو ديلبونيل على موقع IMDb (الإنجليزية)
- برونو ديلبونيل على موقع قاعدة بيانات الأفلام العربية
- برونو ديلبونيل على موقع ألو سيني (الفرنسية)
- برونو ديلبونيل على موقع أول موفي (الإنجليزية)
- برونو ديلبونيل على موقع قاعدة بيانات الأفلام السويدية (السويدية)
- برونو ديلبونيل على موقع قاعدة بيانات الفيلم (الإنجليزية)
- برونو ديلبونيل على موقع كينوبويسك (الروسية)